# Gerhard Respondek
Gerhard Respondek (* 11. Februar 1927 in Berlin; † 2. Juli 2001 in Köln) war ein deutscher Drehbuchautor und Regisseur.

## Leben
Nach dem Studium an der Theaterhochschule „Hans Otto“ in Leipzig war Gerhard Respondek als Dramaturg in den DEFA-Studios für Spielfilme Potsdam-Babelsberg tätig. Später führte er Regie in diversen Produktionen für das DDR-Fernsehen und der DEFA. Er war von 1952 bis 1962 mit der DDR-Schauspielerin Ursula Rank verheiratet. 1962 heiratete er erneut, wechselte in den 1980er-Jahren in die Bundesrepublik Deutschland und arbeitete dort als Drehbuchautor für den WDR in Köln.

## Filmografie
Wenn nicht anders angegeben Drehbuch und Regie:
- 1961: Treibjagd (nur Regie)
- 1962: Mord-AG (nur Regie)
- 1963: Verflixte Bande
- 1964: Der Neue
- 1965: Die Heinitzer
- 1967: Die Ohrfeige
- 1967: Geheimcode B13 (TV)
- 1968: Der Kristallspiegel (TV)
- 1970: Der Mörder sitzt im Wembley-Stadion
- 1971: Tod in der Kurve
- 1972: Polizeiruf 110: Das Haus an der Bahn (TV-Reihe)
- 1972: Polizeiruf 110: Blütenstaub (TV-Reihe)
- 1973: Der Mann (TV)
- 1973: Das Mädchen Malle
- 1974: Bauern 74